# 姜太武
姜 太武(カン・テム、강태무、1925年-2007年6月17日)は、朝鮮民主主義人民共和国の軍人、政治家。

## 経歴
1925年、慶尚南道固城に生まれる。立教大学予科を卒業。学徒出陣して日本軍に入隊。
第2次世界大戦終戦後は南朝鮮国防警備隊に入隊し、呉一均の感化を受けて熱心な南労党党員となり表武源と共に第8連隊に赴任し、やがて第2大隊長。性格は豪放磊落、清濁併せ呑むの概があり、士兵に人気があったが、自己顕示欲が強く、大隊長会議で春川に来るたびに、ジープに備えた拡声器で「第8連隊第2大隊長姜太武少領ただ今参上」と触れ合わりながら春川市内を一周して営内に入るという奇癖があった。
1949年5月4日、第1大隊長の表武源が越北すると翌5日に連隊から「北の保安隊を撃退する」という命令を受けたと偽り、大隊を率いて越北する。隷下の第8中隊が帰還し、他の中隊も50人～60人が脱出したため越北した兵士は150人であった。
先に越北した表と一緒に「義挙越北の英雄」として歓迎された。内務省に配属され、中佐となった。
1950年7月、国境警備第8大隊長。大隊は連隊に拡大され第102保安連隊長（中佐）。後に第9師団第3連隊長。
1951年、捕虜収容所に講師として派遣され、捕虜の思想教育を行った。1952年、第22旅団（旅団長：宋虎聲）大隊長。
朝鮮戦争休戦後に表武源と共に少将の称号が与えられ、第10師団長に任命。
出身が問題となって左遷されたが1977年に金正日の指示で両江道人民委員会副委員長。
1977年、軍に復帰して、その後中将に昇進した。
祖国解放戦争勝利記念館の講師として活動し、体制に寄与した功績で金日成勲章と祖国統一賞を授与された。

## 参考
- 佐々木春隆『朝鮮戦争/韓国篇 上巻 建軍と戦争の勃発前まで』（第4刷）原書房、1983年。ISBN 4-562-00798-2。
- Daily NK (2007年6月19日). “창군 이래 최대 軍 월북사건 주모자 강태무 사망” (朝鮮語). 2014年9月27日閲覧。
- “6·25전쟁과 국군포로” (PDF).  韓国国防部軍史編纂研究所. 2019年6月9日閲覧。